# Departamentu Tránzitu no Seguransa Rodoviária

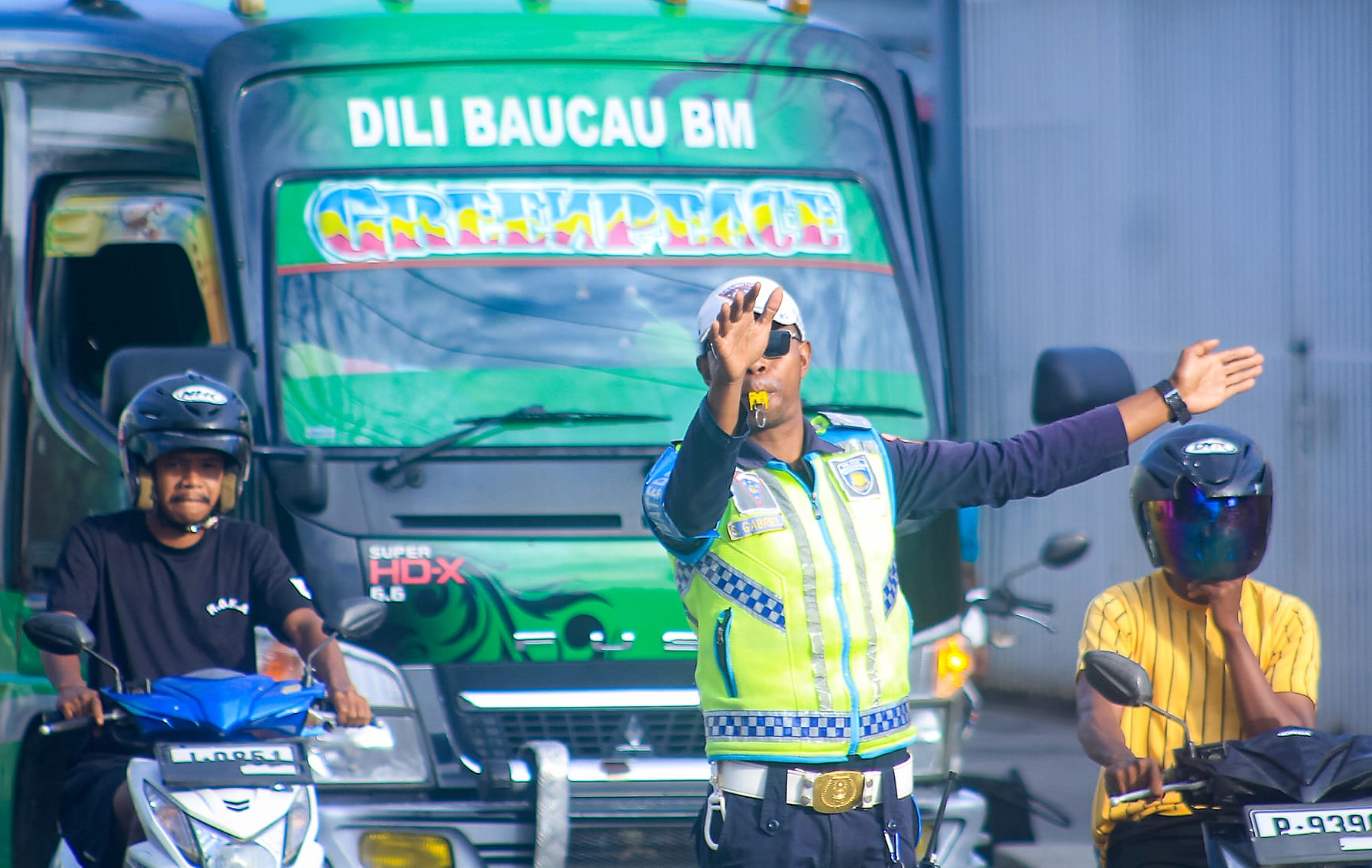
Verkehrspolizist in Dili (2023)

Das Departamentu Tránzitu no Seguransa Rodoviária (portugiesisch für „Abteilung für Beförderung und Sicherheit im Straßenverkehr“) stellt die Verkehrspolizei Osttimors und ist Teil der Nationalpolizei (PNTL).
Neben der Regelung und Kontrolle des Straßenverkehrs liefert das Departement Studien und Stellungnahmen und erstellte Programme zur Vorbeugung von Verkehrsunfällen, die an das Polizeikommando der jeweiligen Gemeinde weitergeleitet werden. Zudem entwickelt und führt sie Verkehrssicherheitskampagne zur Aufklärung der Bürger über die Einhaltung der Straßenverkehrsregeln durch.
Die Verkehrspolizei arbeitet mit dem Nationaldirektorat für Verkehr und Land (DNTT) des Transportministeriums zusammen bei der Aufstellung von Straßenschildern und der Festlegung von Fahrbahnbegrenzungen.